# Riitta Hjerppe
Riitta Tuulikki Hjerppe, född 3 oktober 1944 i Joensuu, är en finländsk historiker och professor emerita.
Hjerppe blev politices doktor 1979. Hon var 1973–1986 forskare vid Finlands Akademi och finanssekreterare vid finansministeriet 1987–1988 samt 1992–1994. Hon verkade 1994–1998 som professor i ekonomisk historia vid Jyväskylä universitet och var 1998–2007 professor i ämnet vid Helsingfors universitet. År 2002 utnämndes hon till ledamot av Finska Vetenskapsakademien.
Hjerppe har studerat bland annat ekonomisk tillväxt i arbeten som The Finnish economy 1860–1985 (1989) och Kasvun vuosisata (1990), ekonomisk integration, handelspolitik och kvinnohistoria.